# 山口朋泰
山口 朋泰（やまぐち ともやす、1977年 - ）は、日本の会計学者。中央大学商学部教授。日経・経済図書文化賞、日本会計研究学会太田・黒澤賞、日本管理会計学会文献賞等受賞。

## 人物・経歴
千葉県出身。1995年千葉県立安房高等学校卒業。1999年福島大学経済学部経営学科卒業、福島県立福島商業高等学校講師。2000年福島県立郡山商業高等学校教諭。2004年福島県立東白川農商高等学校教諭。
2007年東北経済学会学会賞受賞。2008年東北大学大学院経済学研究科経済経営学専攻博士前期修了、修士（経営学）。2010年経和会記念財団優秀論文賞受賞。
2011年東北大学大学院経済学研究科経済経営学専攻博士後期修了、博士（経営学）。同年東北学院大学経営学部専任講師。同年東北大学総長賞、日本管理会計学会学会賞（奨励賞）受賞。
2012年東北学院大学経営学部准教授。2014年 International Conference on Accounting and Information Technology, Best Paper Award 受賞。2015年国税庁税務大学校仙台研修所講師。2017年サザンクロス大学客員研究員。2020年東北学院大学経営学部教授。2022年中央大学商学部教授。
同年『日本企業の利益マネジメント－実体的裁量行動の実証分析』により、日経・経済図書文化賞、日本会計研究学会太田・黒澤賞、日本管理会計学会文献賞受賞。2023年中央大学学術研究奨励賞受賞。

## 著書
- 『日本企業の利益マネジメント : 実体的裁量行動の実証分析』中央経済社 2021年